# Dichaetomyia rota
Dichaetomyia rota är en tvåvingeart som beskrevs av John Otterbein Snyder 1965. Dichaetomyia rota ingår i släktet Dichaetomyia och familjen husflugor.
Artens utbredningsområde är Nordmarianerna. Inga underarter finns listade i Catalogue of Life.